# 有無教化可能
有無教化可能（簡稱為教化可能），是中華民國司法體系中對於觸犯法定刑為無期徒刑或死刑之罪的被告是否會判處死刑的重要量刑基準，非醫學和心理學領域中的概念。

## 緣由
此一用語始於中華民國最高法院宣佈「最高法院97年度台上字第5968號刑事判決」，最高法院並以「有無教化可能」一詞作為被告迴避判死刑之事由。

## 司法實務發展
刑罰的作用在犯罪預防中向來有一般預防功能與特別預防的爭議，一般預防功能指透過社會大眾的信服或警惕等心理作用來減少犯罪，不考慮犯罪者背景；特別預防指的是透過對特定犯罪人的處罰或改善，來減少他們的再犯。《中華民國刑法》立法模式採取特別預防優先。
2013年中華民國最高法院宣佈「最高法院102年度台上字第170號刑事判決」，揭櫫了死刑的兩階段審查模式，先看犯罪情節是否達到選擇死刑的界線——情節最嚴重之罪，然後再審查有無足以迴避死刑適用的矯治更生（教化）可能性。據此，該判決將「教化可能性」視為「以實證調查方式等來證明之待証事項」，之後中華民國最高法院法官吳燦做成「最高法院102年度台上字第5251號刑事判決」，其判決理由為判生或判死訂下標準，法界美稱為「吳燦基準」，包括：
（一）首先，基於罪責原則，逐一檢視、審酌《刑法》第57條所列十款事項。
1. 犯罪之動機、目的。
2. 犯罪時所受之刺激。
3. 犯罪之手段。
4. 犯罪行為人之生活狀況。
5. 犯罪行為人之品行。
6. 犯罪行為人之智識程度。
7. 犯罪行為人與被害人之關係。
8. 犯罪行為人違反義務之程度。
9. 犯罪所生之危險或損害。
10. 犯罪後之態度。

（二）接著從罪刑均衡的觀點及一般預防的觀點，判斷被告的的犯罪情節、所犯不法及責任的程度，是否已經達到不得已必須科處死刑的情形。
（三）最後，若被告有教化的可能，則可以迴避不判死刑。而「教化可能性」是一個待證明的事項。
2016年臺北捷運隨機殺人案件宣判，做成了「最高法院105年度台上字第984號刑事判決」，其重要意旨則闡明「『教化』非死刑刑罰之目的，故無須考慮被告有無『教化更生可能性』」。

## 爭議與批判

### 「教化」一詞定義不明
即便近來多數判決將「教化可能性」視為須透過實證調查方式證明之待證事項，然而，對於其中的「教化」卻未有明確的定義，僅視行為人改善、矯治。臺大法律學院謝煜偉指出，教化一詞可能出自《監獄行刑法》的條文，條文裡認為教化是：提高國民道德、培養高尚情操。 而在《監獄行刑法施行細則》，「教化」所指涉的乃是法定的監獄常規活動，即便是死刑犯，在未執行死刑前，也是在獄中接受教化。

### 實務定位不一致
實務判決中對於是否具教化可能性，究竟屬於「迴避死刑之事由」又或「判決死刑之事由」未有一致認定，造成是否宣告死刑寬嚴不一。而一些人更認為「有無教化可能」是輕判殺人犯的藉口，像監察院長王建煊曾以曾文欽隨機殺人事件批評一些法官判案缺乏同理心，並說：「真希望法官家裡多遭遇一些不幸的事，他們才不會以仍有可教化空間為由，放縱殺人犯了。」
2018年8月7日司法院頒布不具強制力的「刑事案件量刑及定執行刑參考要點」，建議法官宣告刑酌定前考量被告再犯之危險，明顯與日本採取不考慮被告回歸社會可能、與美國採取由檢察官負舉證責任不同。

### 鑑定的實證方法標準不一
中華民國法院通常針對犯罪者做精神鑑定與心理鑑定。前者確認犯罪者是否有精神疾患，如思覺失調症等，後者則透過心理學方法，描繪犯罪者的心理與人格特質。然而，法院對於「心理鑑定」的操作方法及標準並未有相關規定，像是進行鑑定的時間並不一致，加上法院的催案，心理師很少能有超過兩週時間進行觀察、描繪。
在鑑定標準方面，也模糊不清，甚至時常在心理師做成的鑑定報告中，鑑定報告結論直接代法官之職，斷定教化可能的有無；臺大心理系趙儀珊曾參考國外文獻，從心理學的領域找出可相對應的概念，包含矯治的可能、再社會化的可能、再犯的可能三者做評估。然而，目前尚未廣泛採用。

## 文獻
1. ↑   . 维基文库. 2008.
2. 1 2  再談教化可能性—兼評最高法院105年度台上字第984號判決
3. ↑   . 维基文库. 2013.
4. ↑  謝煜偉.  (105): 133–186. 2018-03-01.
5. ↑   . 维基文库. 2013.
6. ↑  中時電子報. . 中時電子報.   [2020-04-19]. （原始内容存档于2020-05-04） （中文（臺灣））.
7. ↑  .   [2020-04-19]. （原始内容存档于2020-09-28） （中文（臺灣））.
8. ↑  . 法務部.   [2019-04-29]. （原始内容存档于2021-03-10）.
9. ↑   . 维基文库. 2016.
10. ↑  林臻嫺.  (PDF). 法學論述.   [2020-04-19]. （原始内容存档 (PDF)于2019-04-23）.
11. ↑  . 鏡週刊 Mirror Media. 2017-06-02  [2020-04-19]. （原始内容存档于2020-10-24） （中文（臺灣））.
12. ↑  . www.facebook.com.   [2020-04-19] （中文（简体））.
13. ↑  .   [2013-11-01]. （原始内容存档于2016-03-04）.
14. ↑  . jirs.judicial.gov.tw.   [2019-04-29]. （原始内容存档于2019-06-08）.
15. ↑  . 哇賽！心理學. 2020-04-17  [2020-04-19]. （原始内容存档于2020-06-25） （中文（臺灣））.